# Herbert Ulrich (Schauspieler)

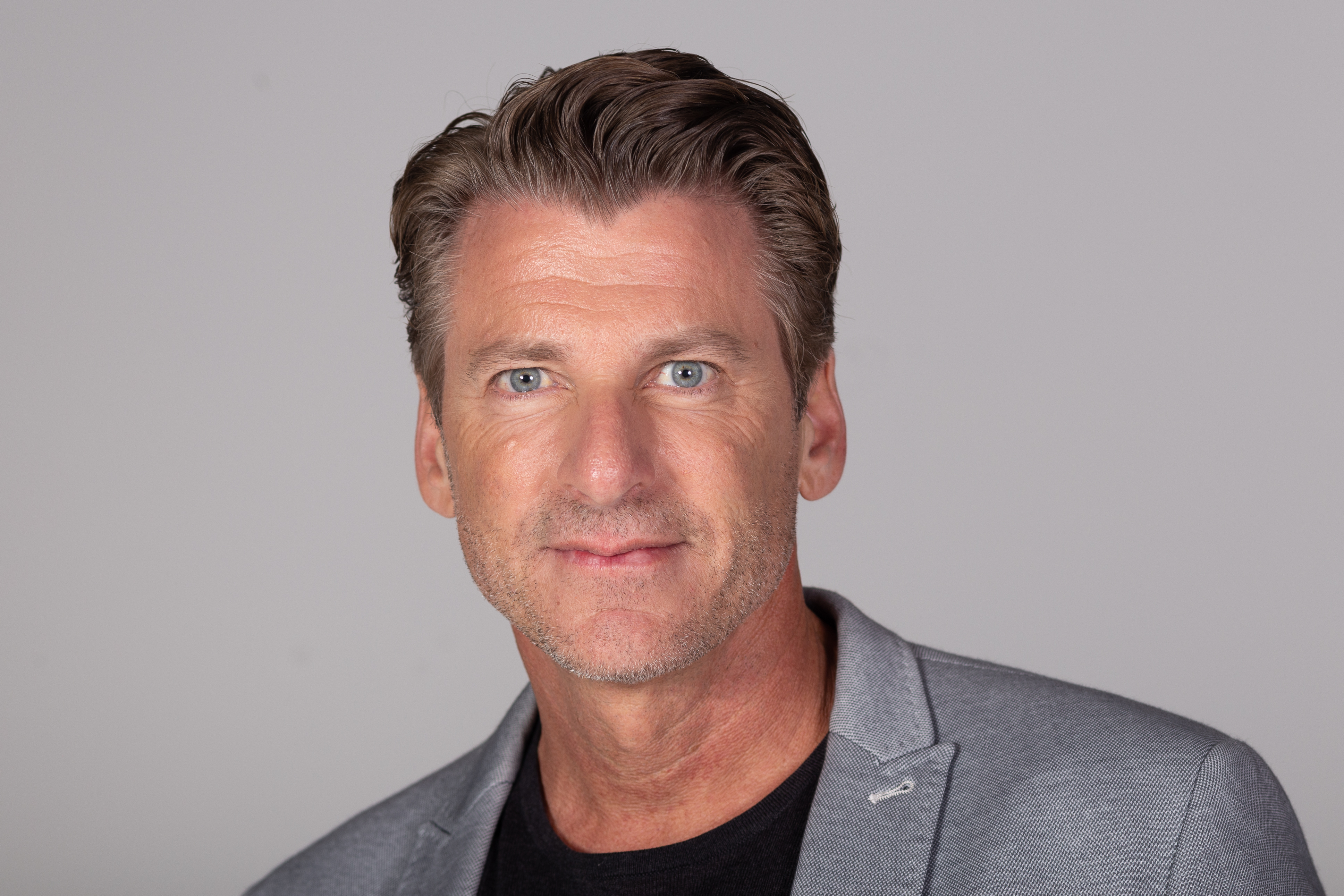
Herbert Ulrich 2019

Herbert Ulrich (* 24. Juli 1971 in Starnberg) ist ein deutscher Schauspieler.

## Beruf
Herbert Ulrich absolvierte seine Ausbildung im Münchner Schauspielstudio und nahm an verschiedenen Workshops teil.
Seine Karriere begann er bei Gute Zeiten, schlechte Zeiten, wo er von 1999 bis 2000 die Rolle des homosexuellen Simon Nielssons spielte. Anschließend hatte er Gastauftritte in den Serien SOKO 5113 (2001), Die Rosenheim-Cops (2002, 2006) und Hallo Robbie! (2005). Außerdem wirkte er 2000 an der koreanischen Kinofilmproduktion Joint Security Area sowie 2002 an der ARD-Filmproduktion Antonia mit. Hauptsächlich bekannt wurde er dem Publikum jedoch durch seine Rolle in der Seifenoper Verbotene Liebe, wo er von 2002 bis 2008 (mit Unterbrechung) den Anwalt Lars Schneider spielte. Von September 2008 bis August 2014 (Folge 136 bis 1367) spielte er in der Fernsehserie Dahoam is Dahoam beim Bayerischen Rundfunk als Hauptrolle den Tierarzt Sebastian Wildner.
Im Dezember 2014 war Ulrich als Volksmusiksänger Thomas in der ZDF-Reihe Das Traumschiff in einer Episodenhauptrolle zu sehen. Auch in späteren Jahren hatte Ulrich nochmals Gastauftritte in der ZDF-Reihe. In der 17. Staffel der Fernsehserie Rote Rosen spielte Ulrich von Oktober 2019 bis Oktober 2020 den Bauunternehmer Henning Maiwald.

## Privat
Herbert Ulrich ist Vater einer Tochter und begeisterter Sportler (Surfen, Ski, Snowboard, Badminton und Boxen). Während seiner Pause bei Verbotene Liebe baute er sich auf der Kanarischen Insel Fuerteventura eine Finca. Ulrich lebt in München.

## Filmografie (Auswahl)
- 1997: Girls Night Out (Kurzfilm)
- 1999–2000: Gute Zeiten, schlechte Zeiten
- 2000:  Joint Security Area
- 2000: Models
- 2001: SOKO 5113
- 2002: Antonia (Spielfilm)
- 2002: Die Rosenheim-Cops – Tödliches Erbe
- 2002–2005: Verbotene Liebe (Folgen 1849–2453)
- 2005: Hallo Robbie! – Robbie als Amor
- 2006: Die Rosenheim-Cops – Bei Panne Mord
- 2006–2008: Verbotene Liebe (Folgen 2781–3224)
- 2008–2014: Dahoam is Dahoam (Folgen 136-1367)
- 2009: SOKO 5113 – Tote kuscheln nicht
- 2013: So Wie Du Mir So Ich Dir (Kurzfilm)
- 2014: Das Traumschiff – Mauritius
- 2015: Rosamunde Pilcher – Vollkommen unerwartet
- 2016: Hubert und Staller – Der letzte Schuss
- 2016: Die Rosenheim-Cops – Da stimmt was nicht
- 2017: Das Traumschiff – Uruguay
- 2018: Das Traumschiff – Los Angeles
- 2018: SOKO München – Es braut sich was zam
- 2019–2020: Rote Rosen
- 2023: Das Traumschiff – Vancouver